# Si può fare! (seconda edizione)
La seconda edizione del talent show Si può fare! ha debuttato il 13 aprile 2015 in prima serata su Rai 1 e in contemporanea in alta definizione su Rai HD. Prima dell'inizio del programma è andata in onda un'anteprima in access prime time il 10 aprile. Confermato nella conduzione Carlo Conti, e Pippo Baudo, Jury Chechi e Amanda Lear nel ruolo di giudici.

## Cast

### Concorrenti
| Concorrente         | Età     | Attività                     | Stato                | Nazionalità        |
| ------------------- | ------- | ---------------------------- | -------------------- | ------------------ |
| Biagio Izzo         | 52 anni | Attore, comico               | Vincitore            | Italia             |
| Matilde Brandi      | 46 anni | Ballerina, showgirl          | Seconda classificata | Italia             |
| Fiona May           | 45 anni | Ex atleta, attrice           | Terza classificata   | Regno Unito Italia |
| Tommaso Rinaldi     | 24 anni | Tuffatore                    | Quarto classificato  | Italia             |
| Amaurys Pérez       | 39 anni | Pallanuotista                | Quinto classificato  | Cuba Italia        |
| Sergio Friscia      | 44 anni | Attore, conduttore TV        | Eliminato            | Italia             |
| Simon Grechi        | 36 anni | Attore, concorrente del GF 6 | Eliminato            | Italia             |
| Costanza Caracciolo | 25 anni | Showgirl                     | Eliminata            | Italia             |
| Pamela Prati        | 56 anni | Showgirl                     | Eliminata            | Italia             |
| Mariana Rodríguez   | 24 anni | Showgirl                     | Eliminata            | Venezuela          |
| Juliana Moreira     | 33 anni | Showgirl                     | Eliminata            | Brasile            |
| Mario Cipollini     | 48 anni | Ex ciclista                  | Eliminato            | Italia             |
| Roberto Ciufoli     | 55 anni | Attore                       | Ritirato             | Italia             |

### Giudici
- Jury Chechi
- Pippo Baudo
- Amanda Lear

## Puntate

### Dettaglio delle puntate

#### Prima puntata
- Data: lunedì 13 aprile 2015
- Ospite: Nek (esegue Fatti avanti amore)

| Ordine | Disciplina                     | Concorrenti         | Voto Giuria | Voto Giuria | Voto Giuria | Voto Giuria | Eliminazione | Eliminazione | Eliminazione | Punteggio puntata |
| Ordine | Disciplina                     | Concorrenti         | Chechi      | Lear        | Baudo       | Totale      | Chechi       | Lear         | Baudo        | Punteggio puntata |
| ------ | ------------------------------ | ------------------- | ----------- | ----------- | ----------- | ----------- | ------------ | ------------ | ------------ | ----------------- |
| 1      | Adagio acrobatico              | Amaurys Pérez       |             |             |             | 2           |              |              |              | 2+2               |
| 1      | Adagio acrobatico              | Matilde Brandi      |             |             |             | 1           | N.D.         | N.D.         | N.D.         | 1                 |
| 2      | Ginnastica ritmica col nastro  | Juliana Moreira     |             |             |             | 2           |              |              |              | 2                 |
| 2      | Ginnastica ritmica col nastro  | Mariana Rodríguez   |             |             |             | 1           | N.D.         | N.D.         | N.D.         | 1                 |
| 3      | Trapezio aereo                 | Pamela Prati        |             |             |             | 2           |              |              |              | 2+1               |
| 3      | Trapezio aereo                 | Costanza Caracciolo |             |             |             | 1           | N.D.         | N.D.         | N.D.         | 1                 |
| 4      | Piatti cinesi                  | Mario Cipollini     |             |             |             | 0           | N.D.         | N.D.         | N.D.         | 0                 |
| 4      | Piatti cinesi                  | Biagio Izzo         |             |             |             | 3           |              |              |              | 3                 |
| 5      | Escapologia (camicia di forza) | Simon Grechi        |             |             |             | 0           | N.D.         | N.D.         | N.D.         | 0                 |
| 5      | Escapologia (camicia di forza) | Tommaso Rinaldi     |             |             |             | 3           |              |              |              | 3+3               |
| 6      | Contact juggling               | Roberto Ciufoli     |             |             |             | 2           |              |              |              | 2                 |
| 6      | Contact juggling               | Fiona May           |             |             |             | 1           | N.D.         | N.D.         | N.D.         | 1                 |

#### Seconda puntata
- Data: lunedì 20 aprile 2015

| Ordine | Disciplina     | Concorrenti         | Voto Giuria | Voto Giuria | Voto Giuria | Voto Giuria | Eliminazione | Eliminazione | Eliminazione | Punteggio puntata |
| Ordine | Disciplina     | Concorrenti         | Chechi      | Lear        | Baudo       | Totale      | Chechi       | Lear         | Baudo        | Punteggio puntata |
| ------ | -------------- | ------------------- | ----------- | ----------- | ----------- | ----------- | ------------ | ------------ | ------------ | ----------------- |
| 1      | Flag Poi       | Mario Cipollini     |             |             |             | 2           |              |              |              | 2                 |
| 1      | Flag Poi       | Amaurys Pérez       |             |             |             | 1           | N.D.         | N.D.         | N.D.         | 1                 |
| 2      | Altalena aerea | Fiona May           |             |             |             | 2           |              |              |              | 2+2               |
| 2      | Altalena aerea | Matilde Brandi      |             |             |             | 1           | N.D.         | N.D.         | N.D.         | 1                 |
| 3      | Can-can        | Pamela Prati        |             |             |             | 2           |              |              |              | 2                 |
| 3      | Can-can        | Juliana Moreira     |             |             |             | 1           | N.D.         | N.D.         | N.D.         | 1                 |
| 4      | Ruota di Rhon  | Roberto Ciufoli     |             |             |             | 1           | N.D.         | N.D.         | N.D.         | 1                 |
| 4      | Ruota di Rhon  | Tommaso Rinaldi     |             |             |             | 2           |              |              |              | 2+1               |
| 5      | Pole dance     | Mariana Rodríguez   |             |             |             | 1           | N.D.         | N.D.         | N.D.         | 1                 |
| 5      | Pole dance     | Costanza Caracciolo |             |             |             | 2           |              |              |              | 2                 |
| 6      | Bike trial     | Biagio Izzo         |             |             |             | 2           |              |              |              | 2+3               |
| 6      | Bike trial     | Simon Grechi        |             |             |             | 1           | N.D.         | N.D.         | N.D.         | 1                 |

#### Terza puntata
- Data: lunedì 27 aprile 2015

| Ordine | Disciplina           | Concorrenti         | Voto Giuria | Voto Giuria | Voto Giuria | Voto Giuria | Eliminazione | Eliminazione | Eliminazione | Punteggio puntata |
| Ordine | Disciplina           | Concorrenti         | Chechi      | Lear        | Baudo       | Totale      | Chechi       | Lear         | Baudo        | Punteggio puntata |
| ------ | -------------------- | ------------------- | ----------- | ----------- | ----------- | ----------- | ------------ | ------------ | ------------ | ----------------- |
| 1      | Magia (illusionismo) | Biagio Izzo         |             |             |             | 2           |              |              |              | 2+1               |
| 1      | Magia (illusionismo) | Costanza Caracciolo |             |             |             | 1           | N.D.         | N.D.         | N.D.         | 1                 |
| 2      | Cinghie aeree        | Tommaso Rinaldi     |             |             |             | 0           | N.D.         | N.D.         | N.D.         | 0                 |
| 2      | Cinghie aeree        | Simon Grechi        |             |             |             | 3           |              |              |              | 3+3               |
| 3      | Trampolino elastico  | Amaurys Pérez       |             |             |             | 1           | N.D.         | N.D.         | N.D.         | 1                 |
| 3      | Trampolino elastico  | Sergio Friscia      |             |             |             | 2           |              |              |              | 2                 |
| 4      | Wushu                | Juliana Moreira     |             |             |             | 1           | N.D.         | N.D.         | N.D.         | 1                 |
| 4      | Wushu                | Matilde Brandi      |             |             |             | 2           |              |              |              | 2+2               |
| 5      | Basket freestyle     | Fiona May           |             |             |             | 2           |              |              |              | 2                 |
| 5      | Basket freestyle     | Mario Cipollini     |             |             |             | 1           | N.D.         | N.D.         | N.D.         | 1                 |
| 6      | Burlesque            | Pamela Prati        |             |             |             | 2           |              |              |              | 2                 |
| 6      | Burlesque            | Mariana Rodríguez   |             |             |             | 1           | N.D.         | N.D.         | N.D.         | 1                 |

#### Quarta puntata
- Data: venerdì 8 maggio 2015
- Ospite: Marco Masini (esegue Che giorno è)[5]

| Ordine | Disciplina         | Concorrenti         | Voto Giuria | Voto Giuria | Voto Giuria | Voto Giuria | Eliminazione | Eliminazione | Eliminazione | Punteggio puntata |
| Ordine | Disciplina         | Concorrenti         | Chechi      | Lear        | Baudo       | Totale      | Chechi       | Lear         | Baudo        | Punteggio puntata |
| ------ | ------------------ | ------------------- | ----------- | ----------- | ----------- | ----------- | ------------ | ------------ | ------------ | ----------------- |
| 1      | Globo aereo        | Costanza Caracciolo |             |             |             | 2           |              |              |              | 2                 |
| 1      | Globo aereo        | Juliana Moreira     |             |             |             | 1           | N.D.         | N.D.         | N.D.         | 1                 |
| 2      | Robot dance        | Sergio Friscia      |             |             |             | 2           |              |              |              | 2+1               |
| 2      | Robot dance        | Amaurys Pérez       |             |             |             | 1           | N.D.         | N.D.         | N.D.         | 1+1               |
| 3      | Danza sui trampoli | Mariana Rodríguez   |             |             |             | 2           |              |              |              | 2+3               |
| 3      | Danza sui trampoli | Matilde Brandi      |             |             |             | 1           | N.D.         | N.D.         | N.D.         | 1                 |
| 4      | Barman freestyle   | Pamela Prati        |             |             |             | 0           | N.D.         | N.D.         | N.D.         | 0                 |
| 4      | Barman freestyle   | Biagio Izzo         |             |             |             | 3           |              |              |              | 3+1               |
| 5      | Jump rope          | Fiona May           |             |             |             | 1           | N.D.         | N.D.         | N.D.         | 1                 |
| 5      | Jump rope          | Tommaso Rinaldi     |             |             |             | 2           |              |              |              | 2+2               |
| 6      | Drag queen         | Simon Grechi        |             |             |             | 2           |              |              |              | 2                 |
| 6      | Drag queen         | Mario Cipollini     |             |             |             | 1           | N.D.         | N.D.         | N.D.         | 1                 |

#### Quinta puntata
- Data: lunedì 11 maggio 2015
- Ospiti: Stomp[6]

| Ordine | Disciplina            | Concorrenti         | Voto Giuria | Voto Giuria | Voto Giuria | Voto Giuria | Eliminazione | Eliminazione | Eliminazione | Punteggio puntata |
| Ordine | Disciplina            | Concorrenti         | Chechi      | Lear        | Baudo       | Totale      | Chechi       | Lear         | Baudo        | Punteggio puntata |
| ------ | --------------------- | ------------------- | ----------- | ----------- | ----------- | ----------- | ------------ | ------------ | ------------ | ----------------- |
| 1      | Tessuti aerei         | Mario Cipollini     |             |             |             | 1           | N.D.         | N.D.         | N.D.         | 1                 |
| 1      | Tessuti aerei         | Matilde Brandi      |             |             |             | 2           |              |              |              | 2+1               |
| 2      | Visual comedy         | Juliana Moreira     |             |             |             | 1           | N.D.         | N.D.         | N.D.         | 1                 |
| 2      | Visual comedy         | Biagio Izzo         |             |             |             | 2           |              |              |              | 2                 |
| 3      | Pattinaggio su pedana | Costanza Caracciolo |             |             |             | 2           |              |              |              | 2+3               |
| 3      | Pattinaggio su pedana | Mariana Rodríguez   |             |             |             | 1           | N.D.         | N.D.         | N.D.         | 1+2               |
| 4      | Tap dance             | Sergio Friscia      |             |             |             | 0           | N.D.         | N.D.         | N.D.         | 0                 |
| 4      | Tap dance             | Fiona May           |             |             |             | 3           |              |              |              | 3+2               |
| 5      | Equilibrismo su sedia | Simon Grechi        |             |             |             | 2           |              |              |              | 2                 |
| 5      | Equilibrismo su sedia | Tommaso Rinaldi     |             |             |             | 1           | N.D.         | N.D.         | N.D.         | 1                 |
| 6      | Lazo                  | Amaurys Pérez       |             |             |             | 1           | N.D.         | N.D.         | N.D.         | 1                 |
| 6      | Lazo                  | Pamela Prati        |             |             |             | 2           |              |              |              | 2                 |

#### Sesta puntata
- Data: lunedì 18 maggio 2015

| Ordine | Disciplina   | Concorrenti         | Voto Giuria | Voto Giuria | Voto Giuria | Voto Giuria | Eliminazione | Eliminazione | Eliminazione | Punteggio puntata |
| Ordine | Disciplina   | Concorrenti         | Chechi      | Lear        | Baudo       | Totale      | Chechi       | Lear         | Baudo        | Punteggio puntata |
| ------ | ------------ | ------------------- | ----------- | ----------- | ----------- | ----------- | ------------ | ------------ | ------------ | ----------------- |
| 1      | Magia comica | Sergio Friscia      |             |             |             | 2           |              |              |              | 2                 |
| 1      | Magia comica | Juliana Moreira     |             |             |             | 1           | N.D.         | N.D.         | N.D.         | 1                 |
| 2      | Water bowl   | Costanza Caracciolo |             |             |             | 0           | N.D.         | N.D.         | N.D.         | 0                 |
| 2      | Water bowl   | Matilde Brandi      |             |             |             | 3           |              |              |              | 3+3               |
| 3      | Full Monty   | Tommaso Rinaldi     |             |             |             | 0           | N.D.         | N.D.         | N.D.         | 0                 |
| 3      | Full Monty   | Amaurys Pérez       |             |             |             | 3           |              |              |              | 3+2               |
| 4      | Antipodismo  | Fiona May           |             |             |             | 2           |              |              |              | 2                 |
| 4      | Antipodismo  | Simon Grechi        |             |             |             | 1           | N.D.         | N.D.         | N.D.         | 1                 |
| 5      | Sound Karate | Mario Cipollini     |             |             |             | 2           |              |              |              | 2                 |
| 5      | Sound Karate | Biagio Izzo         |             |             |             | 1           | N.D.         | N.D.         | N.D.         | 1                 |
| 6      | Charleston   | Pamela Prati        |             |             |             | 2           |              |              |              | 2+1               |
| 6      | Charleston   | Mariana Rodríguez   |             |             |             | 1           | N.D.         | N.D.         | N.D.         | 1                 |

Seconda provaogni concorrente ha riproposto il proprio cavallo di battaglia.
Al termine delle dodici esibizioni, ogni concorrente ha assegnato un punto bonus ad un collega (a termini di regolamento era possibile votare anche per se stessi).
| Concorrente         | Cavallo di battaglia  | Assegnazione punto bonus |
| ------------------- | --------------------- | ------------------------ |
| Costanza Caracciolo | Trapezio aereo        | Juliana Moreira          |
| Mario Cipollini     | Tessuti aerei         | Simon Grechi             |
| Amaurys Pérez       | Adagio acrobatico     | Tommaso Rinaldi          |
| Biagio Izzo         | Magia (illusionismo)  | Tommaso Rinaldi          |
| Tommaso Rinaldi     | Ruota di Rhon         | Amaurys Pérez            |
| Pamela Prati        | Burlesque             | Matilde Brandi           |
| Mariana Rodríguez   | Pattinaggio su pedana | Matilde Brandi           |
| Fiona May           | Altalena aerea        | Tommaso Rinaldi          |
| Matilde Brandi      | Adagio acrobatico     | Ciufoli-Friscia          |
| Sergio Friscia      | Tap dance             | Matilde Brandi           |
| Juliana Moreira     | Globo aereo           | Costanza Caracciolo      |
| Simon Grechi        | Cinghie aeree         | Tommaso Rinaldi          |

Ogni giurato ha quindi assegnato 3 punti al concorrente che ha avuto, a proprio giudizio, il percorso migliore: Jury Chechi ha assegnato i propri punti a Fiona May, Amanda Lear a Sergio Friscia e Pippo Baudo a Biagio Izzo.

### Classifica generale
| Posizione | Concorrenti         | Puntate | Puntate | Puntate | Puntate | Puntate | Puntate | Punteggio totale |
| Posizione | Concorrenti         | prima   | seconda | terza   | quarta  | quinta  | sesta   | Punteggio totale |
| --------- | ------------------- | ------- | ------- | ------- | ------- | ------- | ------- | ---------------- |
| 1         | Biagio Izzo         | 3       | 2+3     | 2+1     | 3+1     | 2       | 1+0+0+3 | 21               |
| 2         | Matilde Brandi      | 1       | 1       | 2+2     | 1       | 2+1     | 3+3+3+0 | 19               |
| 3         | Fiona May           | 1       | 2+2     | 2       | 1       | 3+2     | 2+0+0+3 | 18               |
| 3         | Tommaso Rinaldi     | 3+3     | 2+1     | 0       | 2+2     | 1       | 0+0+4+0 | 18               |
| 5         | Amaurys Pérez       | 2+2     | 1       | 1       | 1+1     | 1       | 3+2+1+0 | 15               |
| 6         | Ciufoli - Friscia   | 2       | 1       | 2       | 2+1     | 0       | 2+0+1+3 | 14               |
| 7         | Simon Grechi        | 0       | 1       | 3+3     | 2       | 2       | 1+0+1+0 | 13               |
| 8         | Costanza Caracciolo | 1       | 2       | 1       | 2       | 2+3     | 0+0+1+0 | 12               |
| 8         | Pamela Prati        | 2+1     | 2       | 2       | 0       | 2       | 2+1+0+0 | 12               |
| 8         | Mariana Rodríguez   | 1       | 1       | 1       | 2+3     | 1+2     | 1+0+0+0 | 12               |
| 11        | Juliana Moreira     | 2       | 1       | 1       | 1       | 1       | 1+0+1+0 | 8                |
| 12        | Mario Cipollini     | 0       | 2       | 1       | 1       | 1       | 2+0+0+0 | 7                |

Il punteggio della sesta puntata è suddiviso in 4 componenti: punti della prova di puntata, punti bonus per i primi tre (prova di puntata), punti assegnati dai concorrenti, punti assegnati dai giurati (valutazione del percorso)

## Ascolti
- Anteprima: presentazione del programma dal titolo Si può fare! - La scelta andata in onda in access prime time al posto della trasmissione Affari tuoi, durata 45 minuti e dunque non computabile nella media delle altre ed effettive puntate.

| Puntata   | Messa in onda  | Telespettatori | Share  |
| --------- | -------------- | -------------- | ------ |
| Anteprima | 10 aprile 2015 | 5 602 000      | 20,72% |

### Puntate
| Puntata | Messa in onda  | Telespettatori | Share  |
| ------- | -------------- | -------------- | ------ |
| 1       | 13 aprile 2015 | 3 924 000      | 16,12% |
| 2       | 20 aprile 2015 | 4 001 000      | 15,89% |
| 3       | 27 aprile 2015 | 4 305 000      | 17,19% |
| 4       | 8 maggio 2015  | 3 550 000      | 15,57% |
| 5       | 11 maggio 2015 | 3 830 000      | 16,47% |
| 6       | 18 maggio 2015 | 3 561 000      | 15,76% |
| Media   | Media          | 3 861 000      | 16,16% |